# Музеј Завичајна кућа
Музеј Завичајна кућа се налази у Сремским Карловцима, централни је објекат Фондације Завичајна кућа, кроз чију се етно поставку представља сеоско домаћинство Подунавских Шваба у 18. веку.
Музеј је смештен у јединој сачуваној кући, из друге половине 18. века, времена када су Подунавске Швабе насељавале Панонску низију. Реч је стамбеном објекту сеоског домаћинства из времена насељавања у Сремске Карловце, 1739. године. Кућа је изграђена од набоја и покривена трском, а такође има две собе и кухињу, у којој су смештене земљане пећи и отворено огњиште са димњаком. Прва, родитељска соба оријентисана је према улици и друга, дечија, према дворишту, а у обе се улази из кухиње, као улазне просторије.
Објекат који претпоставља музејску поставку површине је 60m², висина 2m, изграђеном од набоја, са земљаним подом, малим прозорима, са у потпуности очуваним ентеријером из времена изградње, аутентичним намештајем и предметима из покућства.
Двориште је поплочано старом, великом „швапском” циглом, тако да је могућа комуникација по дворишту и по влажном времену. Уз ограде засађено је неколико десетина винове лозе, према оновременом начину садње. У дворишту је пројектом предвиђена изградња ресторана са око 50 седећих места. У ресторану би се могла конзумирати искључиво традиционална јела Подунавских Шваба и карловачка вина.